# SSL
Secure Socket Layer (SSL) je предоминантни сигурносни протокол комуникација на интернету, посебно у случају услуга веба које се односе на електронску трговину и електронско банкарство. 
Већина веб-сервера и читача веба подржава SSL као де факто стандард за безбједне комуникације између клијента и сервера. Овај протокол обезбјеђује point-to-point везе које омогућавају приватну и ненарушавајућу размјену порука између двије аутентициране стране. 
У референтном моделу ISO/OSI, SSL се налази на слоју сесије, између преносног и слоја апликације. Када је у питању породица протокола интернета то је онда између протокола TCP/IP и протокола апликације као што су HTTP, FTP, Telnet, итд. SSL не нуди никакав унутрашњи механизам синхронизације; ослања се на линк података слој испод.

## Историја
Нетскејп је развио прву спецификацију SSL-а 1994, али је јавно објављена наредна верзија SSLv2. када је у питању криптографија јавног кључа, SSL се базира на енкрипцији RSA и сертификатима који су у складу са стандардом X.509.
SSLv3 се појавила 1996, додајући криптографске методе као што су Дифи-Хелманово слагање око кључа, подршку за токин кључ Fortezza и схему стандарда за дигиталне потписе.